# Electronegativitat

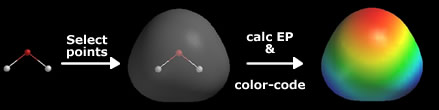
Mapa de potencial electroestàtic d’una molècula d’aigua, on l’àtom d’oxigen té una càrrega més negativa (vermella) que els àtoms d’hidrogen positius (blaus)

L'electronegativitat és una magnitud química que mesura la força d'atracció que exerceix un àtom sobre els electrons d'un altre àtom en un enllaç químic. Se simbolitza amb la lletra grega khi minúscula, {\displaystyle \chi }. Hi ha diferents escales d'electronegativitat, les més importants són la de Pauling, la de Mulliken, la d'Allred i Rochow i la de Sanderson.
En general, els diferents valors d'electronegativitat dels àtoms determinen el tipus d'enllaç químic que es formarà en la molècula que els combina, per exemple la molècula AB. Així, segons la diferència entre les electronegativitats d'aquests, {\displaystyle \chi _{A}} i {\displaystyle \chi _{B}}, es pot determinar (convencionalment) el tipus d'enllaç. Amb l'escala de Pauling s'empren aquest criteris:
- Iònic si {\displaystyle \mid \chi _{A}-\chi _{B}\mid \,\geq 2}. És el cas del clorur de sodi {\displaystyle \mid \chi _{Cl}-\chi _{Na}\mid \,=\,\mid 3,16-0,93\mid \,=\,2,23}.
- Covalent polar si {\displaystyle 0,4\leq \,\mid \chi _{A}-\chi _{B}\mid \,\leq 2}. Per exemple en el fluorur d'hidrogen {\displaystyle \mid \chi _{F}-\chi _{H}\mid \,=\,\mid 3,98-2,20\mid \,=\,1,78}.
- Covalent no polar si {\displaystyle \mid \chi _{A}-\chi _{B}\mid \,\leq 0,4}. Hom el troba al metà {\displaystyle \mid \chi _{C}-\chi _{H}\mid \,=\,\mid 2,55-2,20\mid \,=\,0,35}.

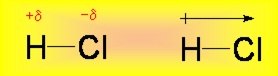
L'enllaç H—Cl, al clorur d'hidrogen, està polaritzat amb una densitat de càrrega negativa damunt l'àtom de Cl a causa de la seva major electronegativitat:

El terme «electronegativitat» fou introduït pel químic suec Jöns Jacob Berzelius el 1811, encara que el concepte era conegut abans i fou estudiat per molts químics. L'electronegativitat no es pot mesurar directament i s'ha de calcular a partir d'altres propietats atòmiques o moleculars. El 1932 Linus C. Pauling proposà una fórmula per calcular diferències d'electronegativitats que depèn de les energies d’enllaç de les molècules, com a desenvolupament de la teoria de l'enllaç de valència. El 1934 Robert S. Mulliken establí una fórmula per calcular electronegativitats absolutes a partir de l'energia d'ionització i l'afinitat electrònica dels elements químics i pogué calcular-la per a onze elements. Pauling determinà amb la seva fórmula les electronegativitats per a 10 elements el 1939 i per a 50 el 1960, establint com a valor per a l'hidrogen χH = 2,1. Posteriorment s'han proposat diversos mètodes de càlcul i, tot i que hi ha diferències en els valors numèrics de l'electronegativitat, tots els mètodes mostren les mateixes tendències periòdiques entre els elements.

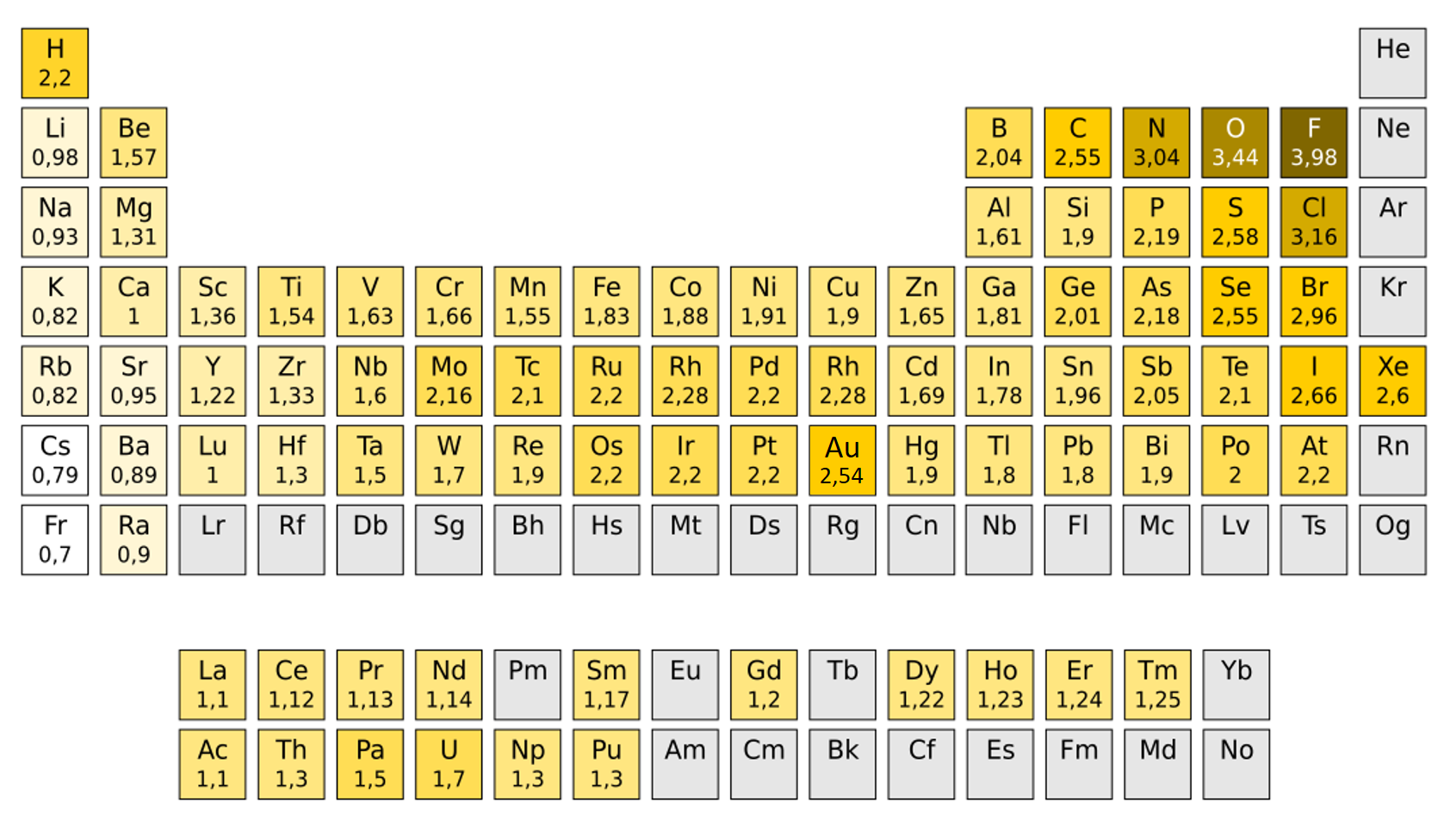
Electronegativitats de Pauling

L'electronegativitat és màxima a l'extrem superior dret de la taula periòdica (el fluor té el valor màxim, χF = 3,98, ja que els tres primers gasos nobles no tenen valor de l'electronegativitat perquè no formen composts) i mínima a l'extrem inferior esquerre (el franci té el valor menor χFr = 0,7). A la taula periòdica l'electronegativitat varia de forma regular, la qual cosa es pot justificar a partir de la definició d'electronegativitat d'Allred i Rochow {\displaystyle \chi _{\rm {AR}}} que depèn de la càrrega nuclear efectiva {\displaystyle Z_{\rm {ef}}} i del radi covalent de l'àtom {\displaystyle r_{\rm {cov}}}:
{\displaystyle \chi _{\rm {AR}}=3\,590{{Z_{\rm {ef}}} \over {r_{\rm {cov}}^{2}}}+0,744}
- En un grup (columna) disminueix en augmentar el nombre atòmic {\displaystyle Z}, ja que si bé augmenta la càrrega nuclear també augmenten els nivells ocupats i els darrers electrons, els que formen els enllaços estan més allunyats del nucli en davallar a la taula periòdica. Per exemple les electronegativitats de Pauling del grup 1 dels metalls alcalins són: χLi = 0,98, χNa = 0,93, χK = 0,82; χRb = 0,82, χCs = 0,79, χFr = 0,7.[2]
- En un període (fila) creix en augmentar {\displaystyle Z}, ja que augmenta la càrrega nuclear efectiva {\displaystyle Z_{\rm {ef}}} per l'augment del nombre de protons i els electrons se situen tots en el mateix nivell. Els elements químics situats a la dreta de la taula periòdica són els més electronegatius, exceptuant-ne els tres primers gasos nobles (He, Ne i Ar). Per exemple, la variació de les electronegativitats de Pauling en el 2n període són: χLi = 0,98, χBe = 1,57, χB = 2,04, χC = 2,55, χN = 3,04, χO = 3,44, χF = 3,98.[2]

## Història
Els antecedents de l'electronegativitat hom pot trobar-los en les Reflections upon the Hypothesis of Alkali and Acidum de l'irlandès Robert Boyle (1627-1691) qui, en 1675, interpretà i concretà les idees i les tasques desenvolupades per diversos dels últims alquimistes i primers químics, entre elles les seves, per establir el concepte d'afinitat entre les substàncies en plantejar tres hipòtesis:
1. L'existència de dos principis salins contraris (la separació entre substàncies àcides, alcalines i neutres, en observar les diferències en les seves propietats, aïllades i en contacte);
2. La presència d'un conflicte entre elles (la intensitat en ajuntar-les), i
3. L'anul·lació de les propietats originals (la diferència en propietats entre les substàncies originals i el producte).

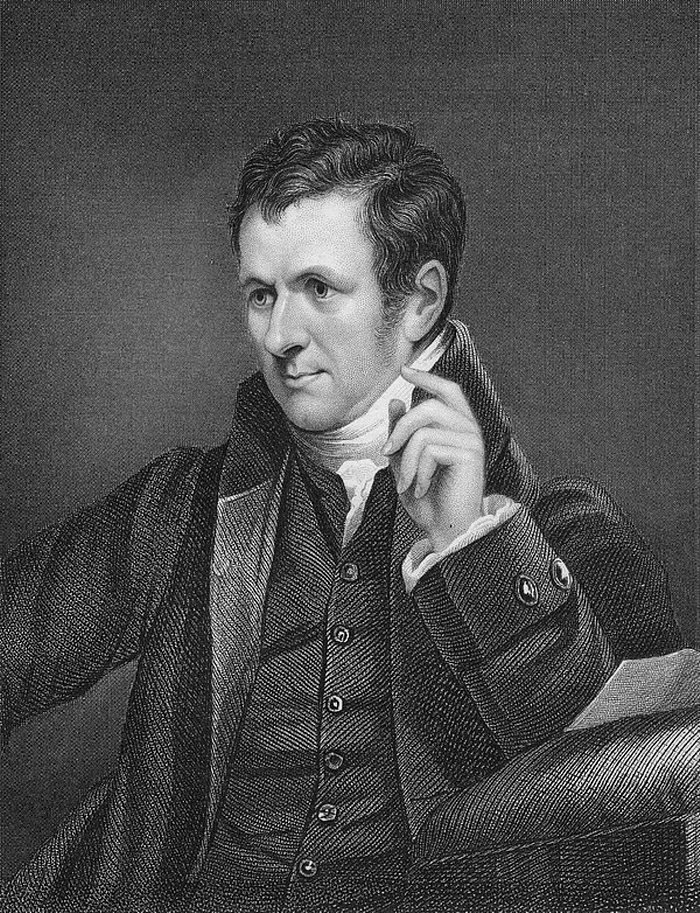
Humprhy Davy

Fins a finals de segle xviii, s'acceptava que les substàncies en unir-se perdien algunes de les seves propietats, mentre que els compostos resultants prenien algunes d'aquestes propietats originals; però, el concepte d'afinitat s'entenia no en l'aspecte químic sinó en el físic, com la preferència de les substàncies similars a unir-se (aigua amb aigua). En l'últim quart del segle xviii, l'afinitat es comprenia com l'atracció entre cossos d'espècie diferent, que seria més forta pel que fa als cossos que fossin més diferents; que, per ella, els cossos podien combinar-se i formar un compost, i que les propietats del compost resultant serien diferents de les dels cossos originals. Aquestes idees foren recollides el 1789 pel químic francès Antoine François de Fourcroy (1755-1809), en el seu llibre de text Élémens d'Histoire Natural et de Chymie.
A l'inici del segle xix, l'anglès Humphry Davy (1778-1829), en On some Chemical Agencies of Electricity (1806), indicà que l'afinitat química es devia a les energies elèctriques dels cossos. Comentà que si s'ajuntaven dos tipus de partícules amb càrregues molt oposades, aquestes s'adheririen tan fort que formarien un compost estable; assenyalà que l'afinitat entre els cossos es podia augmentar, reduir o invertir artificialment, en canviar la naturalesa i magnitud de les seves energies elèctriques -usant una pila voltaica o escalfant-los- ja que havia notat que durant les neutralitzacions química i elèctrica es produïen diferents intensitats de calor. Indicà, que usant experiments elèctrics de contacte, era possible mesurar l'energia elèctrica necessària per descompondre una substància o per establir la seva energia elèctrica normal (el seu caràcter positiu o negatiu) i, com a conseqüència, una escala d'afinitat química relativa. Ha apuntat l'existència d'una relació entre l'acidesa i l'electricitat negativa i de l'alcalinitat i l'electricitat positiva, amb la qual es podria especificar el lloc de cada substància en aquesta escala, difícil de fer considerant només les propietats químiques.

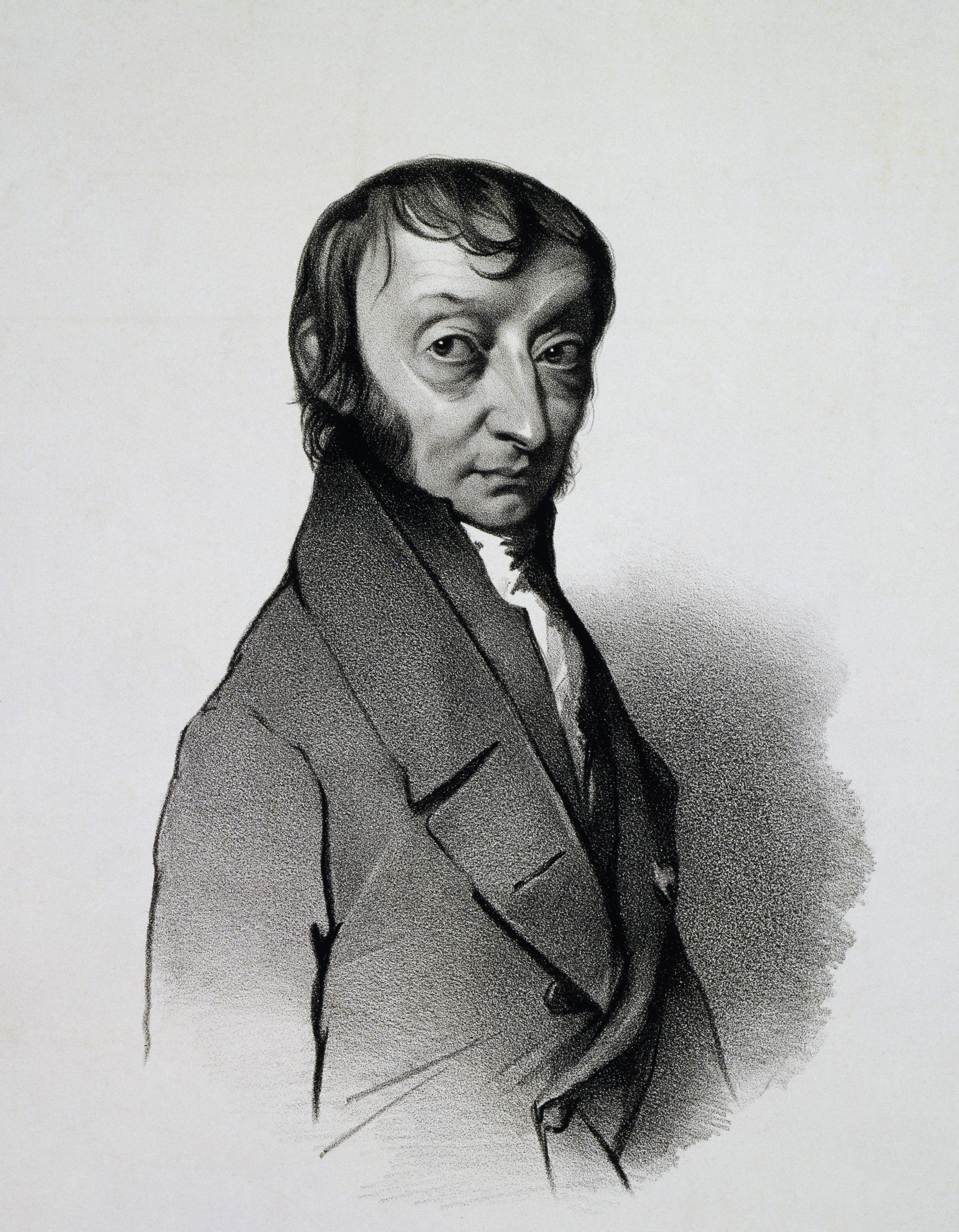
Amedeo Avogadro

L'italià Amedeo Avogadro (1776-1856), partint de l'observació de les inconsistències existents a l'aplicar la definició d'acidesa absoluta d'Antoine Lavoisier (1743-1794) i amb els punts de vista de Claude Louis Berthollet (1748-1822) sobre l'acidesa i l'afinitat, suggerí, en el seu treball Idees sud l'acidité et l'alcalinité (1809), que els conceptes de acidesa i alcalinitat haurien de generalitzar-se a totes les interaccions químiques. Postulà una acidesa o alcalinitat relativa per a cada substància, i ubicà totes les substàncies simples en una escala universal d'acidesa, facilitant el reconeixement de l'acidesa o alcalinitat d'una substància respecte a una altra. Avogadro situà l'oxigen al capdavant de la seva escala i suggerí usar el terme "oxigenidad", en comptes del d'acidesa, que es reservaria només per descriure els valors de la oxigenidad relativa entre dues substàncies que interactuaran, entenent que a major separació entre dues de les substàncies en l'escala, major era l'antagonisme entre elles i més gran seria la seva afinitat. Tenint en compte la comparació expressada per Humphry Davy, l'escala d'oxigenidad seria una manifestació de l'habilitat per assumir una electrificació negativa, de manera que l'afinitat química estaria en funció del grau de separació de les substàncies en l'escala; amb això s'obtenia una escala simple d'electronegativitats, encara que amb el nom de oxigenidad. Tanmateix Avogadro obvià una debilitat en la seva teoria: no podia explicar les unions entre àtoms iguals, ja que la repulsió entre les dues càrregues iguals impediria la seva unió. Avogadro correlacionà diverses quantitats obtingudes de les calors específiques —que considerava com a mesures de l'afinitat de les substàncies per la calor— amb la oxigenidad, que a la fi resultà en una correlació d'aquesta última amb els volums atòmics relatius dels elements. Això li permeté concloure que els elements fortament oxigènics estaven caracteritzats per tenir volums atòmics grans, el que coincideix amb l'actual relació entre l'electronegativitat i la mida atòmica.

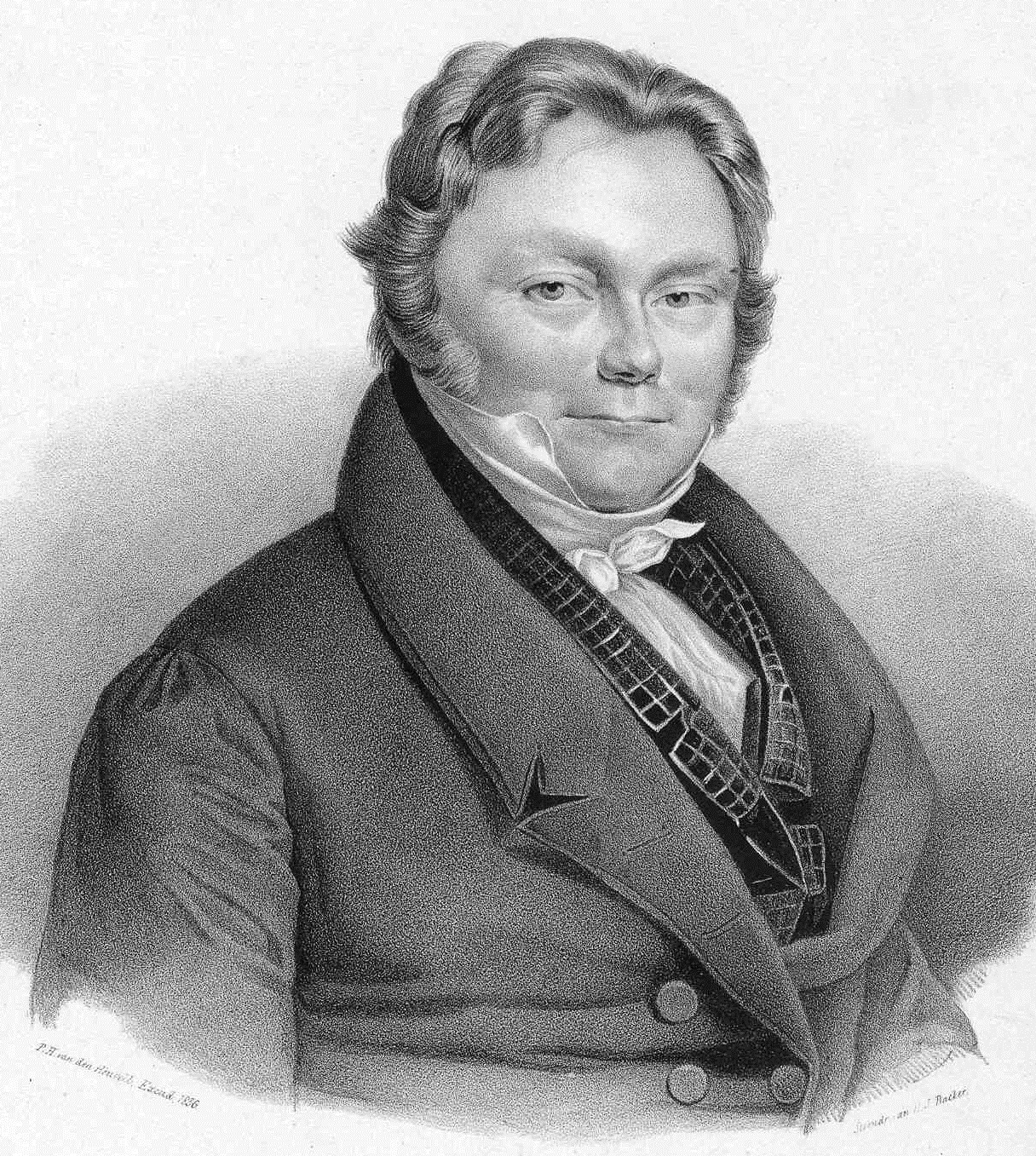
Litografia de Jöns Jacob Berzelius el 1836

Qui primer proposà una teoria electroquímica per l'afinitat química fou el suec Jöns Jacob Berzelius (1779-1848). En el seu llibre Lehrbuch der Chemie, situà els 54 elements químics coneguts en una escala que anomenà, per primera vegada, d'electronegativitat, similar a la d'oxigenidad, on l'antagonisme àcid-alcalí -corresponent a les posicions relatives ocupades per dos reactants qualssevol en aquesta escala qualitativament tenia la seva reciprocitat en un antagonisme electronegatiu-electropositiu. Segons Berzelius les calors de reacció depenien del caràcter electroquímic específic dels reactants amb el que, a més diferències de càrrega inicials en els reactants, més gran seria el seu potencial per reaccionar, obtenint-menor càrrega romanent en el producte i, per tant, més estabilitat. Posteriorment suggerí que escalfar als reactants augmentava la seva càrrega elèctrica —el que explicava l'augment en l'acceleració de la reacció— i que la calor produïda per la reacció es devia a la destrucció de les seves càrregues durant la formació del producte; creia que els productes es descomponien a l'ésser escalfats perquè es restauraven les càrregues inicials en les substàncies originals. Per racionalitzar aquesta situació, imaginà un model en el qual l'àtom de cada element tenia una càrrega positiva i una altra negativa en cada pol (polaritat), amb una relació específica de càrregues elèctriques que determinava la seva reactivitat i que no alterava la seva predominança positiva o negativa. Tanmateix Berzelius no podia explicar què mantenia units als àtoms si les càrregues dels reactants es destruïen en formar el producte. Tampoc podia explicar l'existència de les reaccions endotèrmiques d'associació i exotèrmiques de descomposició.

## Escales d'electronegativitat

### Electronegativitat de Pauling

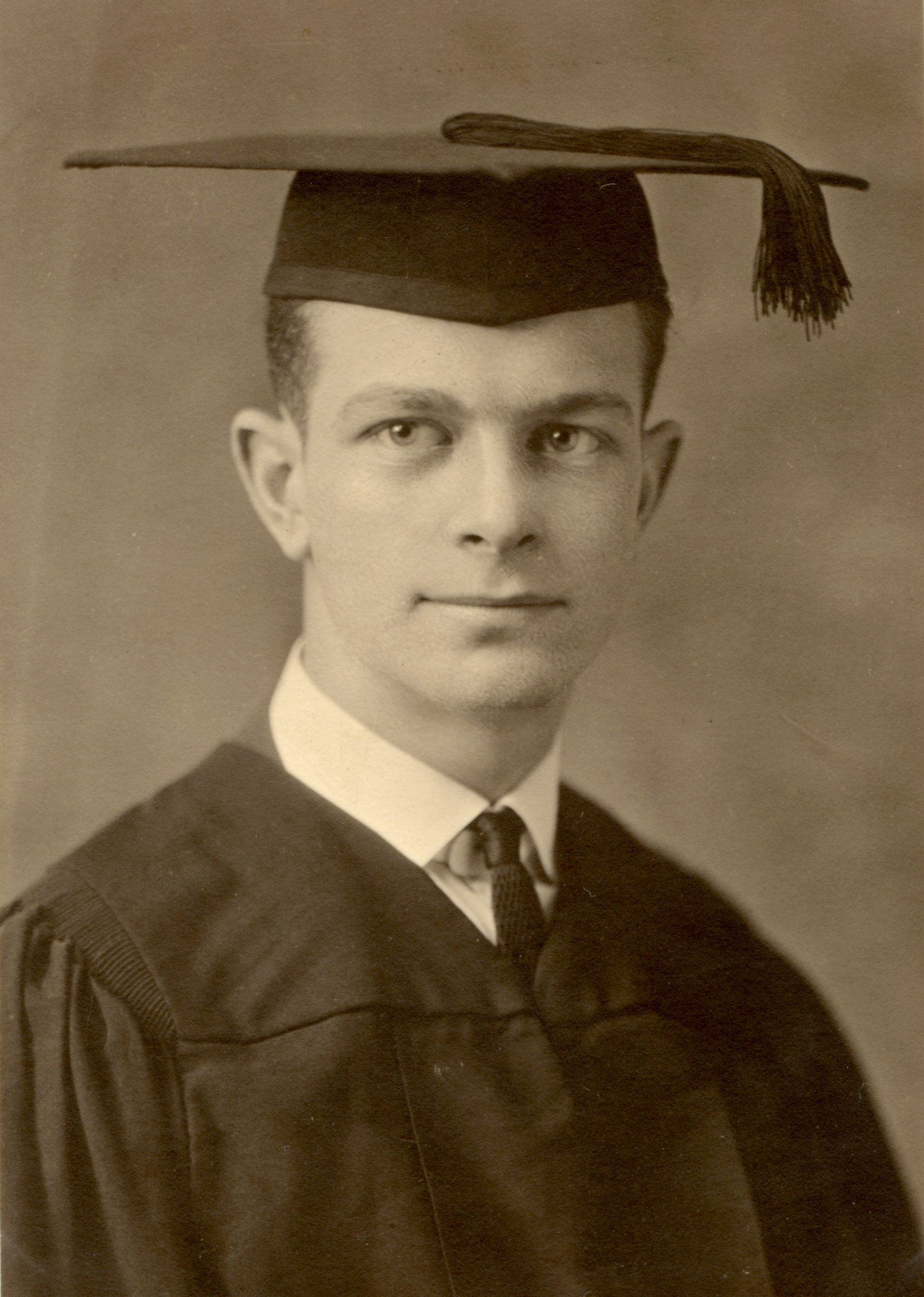
Fotografia de Linus C. Pauling en la seva graduació el 1922

El concepte modern d’electronegativitat fou proposat per primera vegada pel químic estatunidenc Linus Carl Pauling (1901-1994) el 1932 com a explicació del fet que l'enllaç covalent entre dos àtoms diferents A—B és més fort del que hom esperaria prenent la mitjana de les forces dels enllaços A—A i B—B. Aquesta estabilització addicional de l'enllaç heteronuclear s'ha explicat per la teoria de l'enllaç de valència a causa de la contribució de les formes canòniques iòniques a l'enllaç. L'electronegativitat és un terme relatiu i només es defineixen les diferències en l'electronegativitat. Així, Pauling proposà la següent fórmula per calcular les diferències:
{\displaystyle \chi _{A}-\chi _{B}=\left[D(AB)-{\frac {D(AA)+D(BB)}{2}}\right]^{\frac {1}{2}}(eV)^{-{\frac {1}{2}}}}on:
- {\displaystyle \chi _{A}} i {\displaystyle \chi _{B}} són els valors de les electronegativitats dels elements químics A i B.
- {\displaystyle D(AA)}, {\displaystyle D(BB)} i {\displaystyle D(AB)} són les energies de dissociació dels enllaços A—A, B—B i A—B, respectivament, mesurades en electronvolts, eV.
- {\displaystyle eV} és la unitat dels electronvolts i permet expressar la diferència d'electronegativitats com un valor adimensional.[5]

Pauling necessitava establir un punt de referència per construir la seva escala; aquest fou l'hidrogen, perquè forma enllaços covalents amb una gran varietat d'elements; Pauling assignà inicialment el valor χH = 0,0 i després χH = 2,1 (per evitar valors negatius) i amb ell relativitzà els valors dels altres elements, de manera que el 1939 pogué publicar la seva escala per a 10 elements (C, N, O, Cl, F, Br, H, I, P i S) a la qual l'amplià fins a 50 elements el 1960. El valor de 2,1 de l'H, canvià a 2,20 el 1961 quan Albert L. Allred (1931–) revisà els valors de Pauling, gràcies a la major disponibilitat i exactitud de les dades termodinàmiques; aquests es coneixen com els valors de Pauling revisats, els comunament usats.
|           | 1         | 2       |    | 3       | 4       | 5       | 6       | 7       | 8       | 9       | 10      | 11      | 12      | 13      | 14      | 15      | 16      | 17      | 18      |
| Grup →    | Grup →    |         |    |         |         |         |         |         |         |         |         |         |         |         |         |         |         |         |         |
| ↓ Període | ↓ Període |         |    |         |         |         |         |         |         |         |         |         |         |         |         |         |         |         |         |
| --------- | --------- | ------- | -- | ------- | ------- | ------- | ------- | ------- | ------- | ------- | ------- | ------- | ------- | ------- | ------- | ------- | ------- | ------- | ------- |
| 1         | H 2,20    |         |    |         |         |         |         |         |         |         |         |         |         |         |         |         |         |         | He      |
| 2         | Li 0,98   | Be 1,57 |    |         |         |         |         |         |         |         |         |         |         | B 2,04  | C 2,55  | N 3,04  | O 3,44  | F 3,98  | Ne      |
| 3         | Na 0,93   | Mg 1,31 |    |         |         |         |         |         |         |         |         |         |         | Al 1,61 | Si 1,90 | P 2,19  | S 2,58  | Cl 3,16 | Ar      |
| 4         | K 0,82    | Ca 1,00 |    | Sc 1,36 | Ti 1,54 | V 1,63  | Cr 1,66 | Mn 1,55 | Fe 1,83 | Co 1,88 | Ni 1,91 | Cu 1,90 | Zn 1,65 | Ga 1,81 | Ge 2,01 | As 2,18 | Se 2,55 | Br 2,96 | Kr 3,00 |
| 5         | Rb 0,82   | Sr 0,95 |    | Y 1,22  | Zr 1,33 | Nb 1,6  | Mo 2,16 | Tc 1,9  | Ru 2,2  | Rh 2,28 | Pd 2,20 | Ag 1,93 | Cd 1,69 | In 1,78 | Sn 1,96 | Sb 2,05 | Te 2,1  | I 2,66  | Xe 2,60 |
| 6         | Cs 0,79   | Ba 0,89 | *  | Lu 1,27 | Hf 1,3  | Ta 1,5  | W 2,36  | Re 1,9  | Os 2,2  | Ir 2,20 | Pt 2,28 | Au 2,54 | Hg 2,00 | Tl 1,62 | Pb 2,33 | Bi 2,02 | Po 2,0  | At 2,2  | Rn 2,2  |
| 7         | Fr 0,70   | Ra 0,9  | ** | Lr 1,3  | Rf      | Db      | Sg      | Bh      | Hs      | Mt      | Ds      | Rg      | Cn      | Nh      | Fl      | Mc      | Lv      | Ts      | Og      |
|           |           |         |    |         |         |         |         |         |         |         |         |         |         |         |         |         |         |         |         |
|           |           |         | *  | La 1,1  | Ce 1,12 | Pr 1,13 | Nd 1,14 | Pm 1,13 | Sm 1,17 | Eu 1,2  | Gd 1,2  | Tb 1,1  | Dy 1,22 | Ho 1,23 | Er 1,24 | Tm 1,25 | Yb 1,1  |         |         |
|           |           |         | ** | Ac 1,1  | Th 1,3  | Pa 1,5  | U 1,38  | Np 1,36 | Pu 1,28 | Am 1,13 | Cm 1,28 | Bk 1,3  | Cf 1,3  | Es 1,3  | Fm 1,3  | Md 1,3  | No 1,3  |         |         |

El percentatge de caràcter iònic d'un enllaç l'obtingué Pauling a partir de l'equació:

{\displaystyle \%\,CI=100(1-e^{-{\frac {(\chi _{A}-\chi _{B})^{2}}{4}}})}
Segons ella, una diferencia d'electronegativitats d'1,7 vol dir un enllaç amb un 50 % de caracter ionic i un 50 % de caracter covalent; per tant, enllacos entre el fluor i qualsevol metall o elements com H, B, P, As o Te, amb unes electronegativitats de prop de 2, formaran enllacos essencialment iònics, i els enllacos entre l'oxigen i qualsevol element metàl·lic tindran mes d'un 50 %, de caracter ionic.
| {\displaystyle \|\chi _{A}-\chi _{B}\|} | 0,2 | 0,4 | 0,6 | 0,8 | 1,0 | 1,2 | 1,4 | 1,6 | 1,8 | 2,0 | 2,2 | 2,4 |
| --------------------------------------- | --- | --- | --- | --- | --- | --- | --- | --- | --- | --- | --- | --- |
| {\displaystyle \%\,CI}                  | 1   | 4   | 8   | 15  | 22  | 30  | 39  | 47  | 55  | 63  | 70  | 76  |

### Electronegativitat de Mulliken

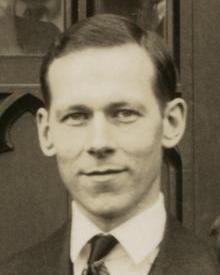
Robert S. Mulliken el 1929

El químic estatunidenc Robert Sanderson Mulliken (1896-1986) el 1934 introduí el concepte d'electronegativitat absoluta i proposà que per a cada element químic es podia calcular fent la mitjana aritmètida entre el potencial d'ionització {\displaystyle I} i l'afinitat electrònica {\displaystyle A} corresponents a l'element en qüestió. En conseqüència, l'escala de Mulliken s'expressa en unitats d'energia, usualment electró-volts.
{\displaystyle \chi _{\rm {M}}={\frac {I+A}{2}}}El treball de Mulliken té una base teòrica més gran que el de Pauling, de manera que les seves idees serviren per sustentar moltes de les propostes i interpretacions teòriques posteriors. L'ús d'aquesta escala estigué limitada durant gairebé 30 anys, perquè hi havia pocs elements amb dades de l'afinitat electrònica, fins i tot en l'any 2006 es coneixien només els de 57. Mulliken calculà l'electronegativitat absoluta de només onze elements.
Es poden relacionar els valors de les electronegativitats de Pauling {\displaystyle \chi _{P}} ambs els de Mulliken {\displaystyle \chi _{M}} mitjançant la següent equació:
{\displaystyle \chi _{\rm {M}}=3,15\,\chi _{\rm {P}}}

### Electronegativitat d'Allred i Rochow

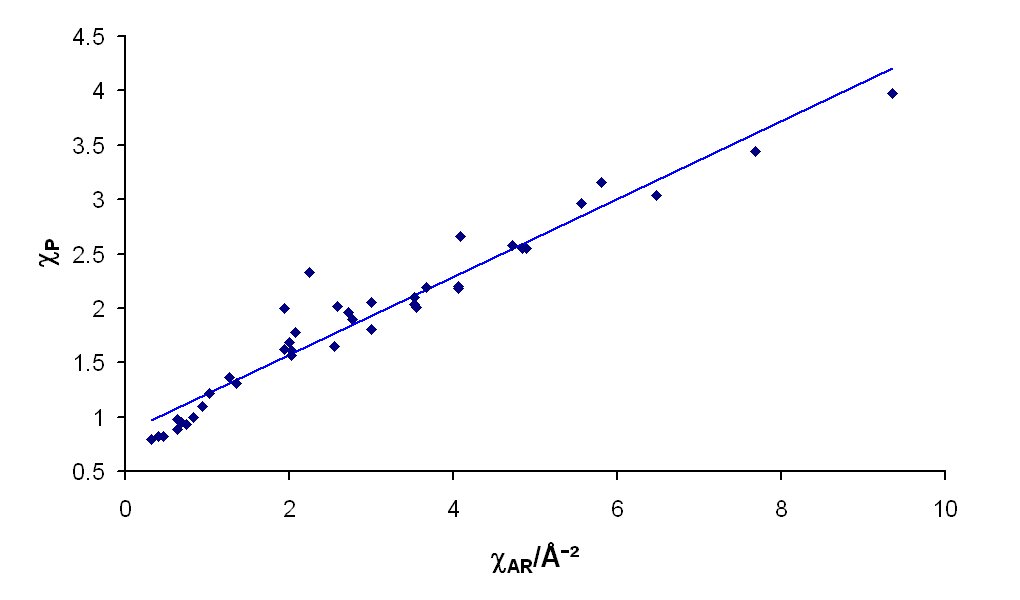
Correlació entre les electronegativitats calculades per Allred i Rochow (eix X, en Å^{−2}) i les electronegativitats de Pauling (eix y).

Els químics estatunidencs Albert Louis Allred (1931-) i Eugene G. Rochow (1909-2002) el 1958 consideraren que l'electronegativitat hauria d'estar relacionada amb la càrrega experimentada per un electró a la "superfície" d'un àtom: com més gran sigui la càrrega per unitat d'àrea de la superfície atòmica, major serà la tendència d'aquest àtom a atraure electrons. La càrrega nuclear efectiva, {\displaystyle Z_{\rm {ef}}}, experimentada pels electrons de valència es pot estimar mitjançant les regles de Slater, mentre que l'àrea superficial d'un àtom en una molècula es pot considerar proporcional al quadrat del radi covalent, {\displaystyle r_{\rm {cov}}}. Si {\displaystyle r_{\rm {cov}}} s'expressa en picòmetres l'expressió de l'electronegativitat {\displaystyle \chi _{\rm {AR}}} és:{\displaystyle \chi _{\rm {AR}}=3\,590{{Z_{\rm {ef}}} \over {r_{\rm {cov}}^{2}}}+0,744}

### Electronegativitat de Sanderson

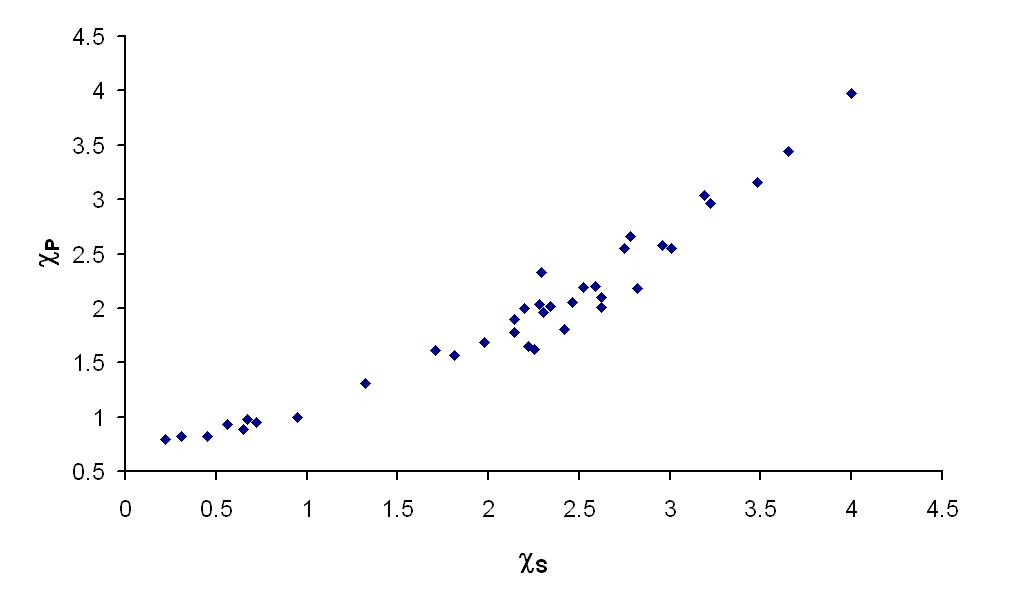
Correlació entre les electronegativitats de Sanderson (eix x) i les de Pauling (eix y).

El químic inorgànic estatunidenc Robert Thomas Sanderson (1912-1989) també assenyalà el 1983 la relació entre l'electronegativitat de Mulliken i la mida atòmica, i proposà un mètode de càlcul basat en el recíproc del volum atòmic. Amb un coneixement de les longituds d'enllaç, el model de Sanderson permet estimar les energies d'enllaç en una àmplia gamma de compostos. El model de Sanderson també s'ha utilitzat per calcular la geometria molecular, l'energia dels electrons s, les constants de spin-spin de ressonància magnètica nuclear i altres paràmetres per a compostos orgànics. Aquest treball es basa en el concepte d'igualació d'electronegativitat, que suggereix que els electrons es distribueixen al voltant d'una molècula per minimitzar o igualar l'electronegativitat de Mulliken. Aquest comportament és anàleg a la igualació del potencial químic en termodinàmica macroscòpica.

### Electronegativitat d'Allen

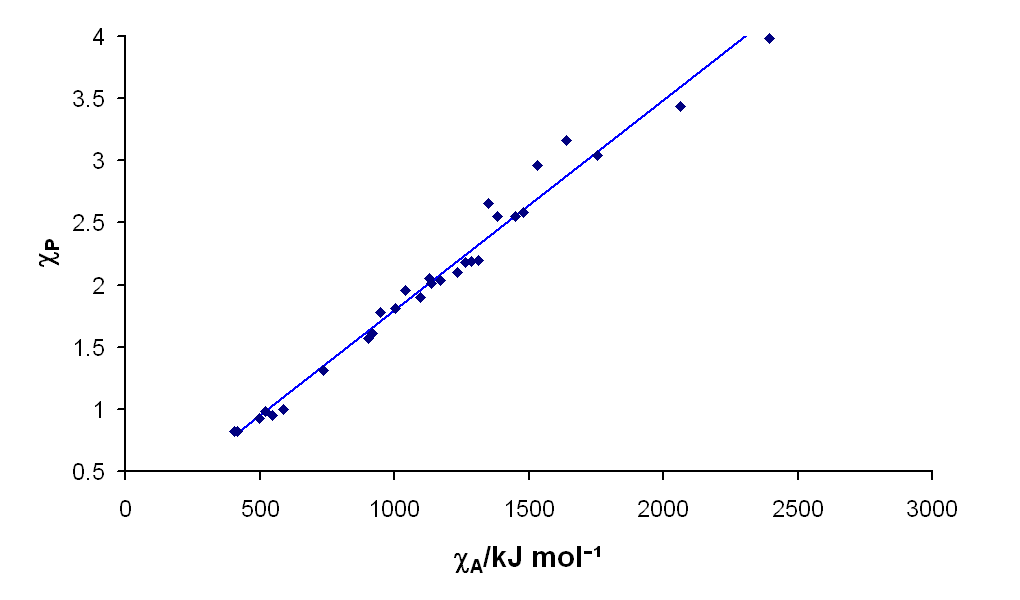

El químic teòric estatunidenc Leland Cullen Allen (1926-2012) el 1989 establí que l'electronegativitat és una propietat íntima de la taula periòdica i que la seva definició és el resultat d'aquesta relació: L'energia mitjana d'un electró, dels de la capa de valència, per àtoms lliures en el seu estat basal, i indica que les energies de l'electró poden ser determinades directament de dades espectroscòpiques, i l'anomenà electronegativitat espectroscòpica. Aquesta definició porta a una definició millorada de l'electronegativitat de grup (o de substituents), així com a l'extensió i refinament en l'ús de les pertorbacions de l'electronegativitat en la teoria d'orbitals moleculars qualitativa i semiquantitativa i a l'enteniment de l'ordre de les regles de l'electronegativitat orbital híbrida, com ara que sp > sp² > sp3.
L'electronegativitat espectroscòpica la definí, per a elements representatius, com
{\displaystyle \chi _{\rm {esp}}={\frac {m\epsilon _{p}+n\epsilon _{s}}{m+n}}}
on:
- {\displaystyle \epsilon _{p}} i {\displaystyle \epsilon _{s}} són les energies d'ionització dels electrons p i s;
- {\displaystyle m} i {\displaystyle n} són el nombre d'electrons de p i s.[10]

Afirmà que els valors de l'electronegativitat espectroscòpica s'ajusten (comparant gràfiques) bastant als de les escales de Pauling i d'Allred i Rochow, la qual cosa segon l'autor, és de primera importància. L'electronegativitat espectroscòpica permet racionalitzar:
1. La separació diagonal de la taula periòdica entre metalls i no metalls, establint als elements B, Si, Ge, As, Sb, Te, Bi i Po com els metal·loides; i
2. La formació de molècules a partir dels gasos nobles. Per a ell, aquests gasos són el punt capital de la taula periòdica perquè la seva electronegativitat presenta dues cares: tenen alts valors de l'electronegativitat que mostren la seva capacitat per retenir els seus electrons, però cap valor per atraure altres.[10]

Afirmà que l'electronegativitat és l'energia d'activació per a l'enllaç i que:
1. Amb la diferència de les electronegativitats espectroscòpiques, {\textstyle \Delta \chi _{\rm {esp}}}, entre dos àtoms diferents, és possible sistematitzar les propietats d'un ampli grup de materials coneguts: sòlids iònics, molècules covalents, metalls, minerals, polímers inorgànics i orgànics, semiconductors, etc. i identificar el caràcter iònic (la polaritat de l'enllaç) d'aquests àtoms; i
2. L'electronegativitat dels metalls de transisició no pot ser determinada de manera simple a causa de la naturalesa de les distribucions radials de l'orbital d i que això es veu en el seu infreqüent ús entre els químics dels metalls de transició.[10]

Comparà la seva escala amb les d'Allred i Rochow, Boyd i Edgecombe, Mulliken i Pauling. Per aquesta darrera es compleix:
{\displaystyle \chi _{\rm {P}}=0,69\,\chi _{\rm {esp}}(eV)}
En l'escala d'Allen, el major valor d'electronegativitat la té el neó, χNe = 4,783, seguit pel fluor, l'heli, l'oxigen i l'argó: χF = 4,193, χHe = 4,16, χO = 3,61 i χAr = 3,242. El seu mètode té l'avantatge de poder estimar les electronegativitats d'elements que no poden ser obtingudes per altres, com la del franci, pel qual Allen assigna un valor de 0,67.

## Electronegativitat de grup
La majoria dels intents de desenvolupar una escala d’electronegativitat van considerar l'electronegativitat com una propietat atòmica, tot i que, segons la definició original de Pauling, l'electronegativitat és el poder o la tendència d’un grup d’àtoms d’una molècula a atraure electrons cap a ells mateixos. En química orgànica, l'electronegativitat s'associa més a diferents grups funcionals que a àtoms individuals. Per tant, l'electronegativitat associada a grups funcionals s'anomena electronegativitat de grup o electronegativitat substituent. Malgrat els avenços computacionals i la disponibilitat d'un gran nombre de dades experimentals, no s'han reportat molts estudis teòrics sobre l'electronegativitat del grup. S'han proposat relativament pocs mètodes per a l'avaluació de l'electronegativitat del grup i la majoria d'ells s'han utilitzat per avaluar només petits subconjunts dels grups d'àtoms químicament interessants. És freqüent distingir entre l'efecte inductiu i l'efecte de ressonància que es descriuen com electronegativitats σ i π, respectivament. La quantització dels efectes de la inducció i la ressonància es fa més sovint utilitzant les equacions de Hammett.